# كين ماكدونالد (لاعب كرة قدم بريطاني)
كين ماكدونالد (بالإنجليزية: Ken McDonald)‏ هو مدرب كرة قدم ولاعب كرة قدم بريطاني، ولد في 16 سبتمبر 1945.